# 辛安渡街道
辛安渡街道是中华人民共和国湖北省武汉市东西湖区下辖的一个街道办事处。

## 行政区划
辛安渡街道下辖以下村级行政区划单位：
振兴社区、张长湖社区、红星社区、红旗社区、大桥社区、东风社区、荷包湖社区、汉宜社区、林家台社区、三合大队村、试验站大队村和沙家台大队村。